# جان دبلیو. بریکر
جان دبلیو. بریکر (به انگلیسی: John W. Bricker) سناتور سابق عضو حزب جمهوری‌خواه ایالات متحده آمریکا بود. وی در سال ۱۹۴۷ تا ۱۹۵۹ میلادی سناتور ایالت اوهایو در سنای ایالات متحده آمریکا بود.